# British and Irish Cup 2016/17
Der British and Irish Cup 2016/17 war die achte Ausgabe des British and Irish Cup, einem der wichtigsten Rugby-Union-Pokalwettbewerbe innerhalb der Six Nations. Es waren 20 Teams aus England, Wales und Irland beteiligt. Der Wettbewerb begann am 14. Oktober 2016.

## Teilnehmer
Teilnahmeberechtigt waren folgende Teams:
- die 12 Mannschaften der RFU Championship in England
- die 4 A-Mannschaften aus Wales, die in der Pro12 vertreten sind
- die 4 A-Mannschaften aus Irland, die jede irische Provinz vertreten

## Modus
Es gab fünf Gruppen mit je vier Teams, wobei jede Mannschaft einmal gegen jede andere spielte. Die Gruppen wurden nach geographischen Aspekten zusammengestellt, so dass weite Reisen für die Zuschauer der Gastmannschaften entfielen. Die Gruppensieger und drei besten Gruppenzweiten trafen im Viertelfinale aufeinander und bestimmten dort die Halbfinalisten. Der Pokalsieger wurde im Finale ermittelt. In der Gruppenphase erhielten die Teams:
- vier Punkte für einen Sieg
- zwei Punkte für ein Unentschieden
- einen Bonuspunkt bei vier oder mehr Versuchen
- einen Bonuspunkt bei einer Niederlage mit sieben oder weniger Punkten Differenz

## Gruppenphase

### Gruppe A
|    | Team            | Spiele | Siege | Unent. | Ndlg. | Spiel- punkte | Diff. | Bonus- punkte | Tabellen- punkte |
| -- | --------------- | ------ | ----- | ------ | ----- | ------------- | ----- | ------------- | ---------------- |
| 1. | Jersey Reds     | 6      | 5     | 0      | 1     | 181:94        | + 87  | 3             | 23               |
| 2. | Ulster A        | 6      | 4     | 0      | 2     | 153:124       | + 29  | 4             | 20               |
| 3. | London Scottish | 6      | 2     | 0      | 4     | 134:157       | − 23  | 4             | 12               |
| 4. | Cardiff Blues A | 6      | 1     | 0      | 5     | 104:197       | − 93  | 3             | 7                |

| 14. Oktober 2016 19:00 WESZ | Ulster A | 19 : 6 | Jersey Reds | Shaw’s Bridge, Belfast Zuschauer: 200 |
| 14. Oktober 2016 19:00 WESZ |          |        |             | Shaw’s Bridge, Belfast Zuschauer: 200 |

| 15. Oktober 2016 14:30 WESZ | Cardiff Blues A | 21 : 26 | London Scottish | Cardiff Arms Park, Cardiff Zuschauer: 787 |
| 15. Oktober 2016 14:30 WESZ |                 |         |                 | Cardiff Arms Park, Cardiff Zuschauer: 787 |

| 21. Oktober 2016 19:45 WESZ | Jersey Reds | 49 : 12 | Cardiff Blues A | St. Peter, Saint Peter Zuschauer: 1.551 |
| 21. Oktober 2016 19:45 WESZ |             |         |                 | St. Peter, Saint Peter Zuschauer: 1.551 |

| 22. Oktober 2016 14:30 WESZ | London Scottish | 34 : 29 | Ulster A | Athletic Ground, London Zuschauer: 906 |
| 22. Oktober 2016 14:30 WESZ |                 |         |          | Athletic Ground, London Zuschauer: 906 |

| 9. Dezember 2016 17:00 WEZ | Ulster A | 16 : 10 | Cardiff Blues A | Eaton Park, Ballymena Zuschauer: 1.301 |
| 9. Dezember 2016 17:00 WEZ |          |         |                 | Eaton Park, Ballymena Zuschauer: 1.301 |

| 10. Dezember 2016 14:30 WEZ | London Scottish | 13 : 22 | Jersey Reds | Athletic Ground, London Zuschauer: 947 |
| 10. Dezember 2016 14:30 WEZ |                 |         |             | Athletic Ground, London Zuschauer: 947 |

| 16. Dezember 2016 19:45 WEZ | Jersey Reds | 23 : 19 | London Scottish | St. Peter, Saint Peter Zuschauer: 1.151 |
| 16. Dezember 2016 19:45 WEZ |             |         |                 | St. Peter, Saint Peter Zuschauer: 1.151 |

| 17. Dezember 2016 14:30 WEZ | Cardiff Blues A | 27 : 30 | Ulster A | Sardis Road, Pontypridd Zuschauer: 325 |
| 17. Dezember 2016 14:30 WEZ |                 |         |          | Sardis Road, Pontypridd Zuschauer: 325 |

| 13. Januar 2017 19:00 WEZ | Ulster A | 38 : 21 | London Scottish | Ravenhill Stadium, Belfast Zuschauer: 4.813 |
| 13. Januar 2017 19:00 WEZ |          |         |                 | Ravenhill Stadium, Belfast Zuschauer: 4.813 |

| 14. Januar 2017 15:00 WEZ | Cardiff Blues A | 10 : 55 | Jersey Reds | The Wern, Merthyr Tydfil Zuschauer: 973 |
| 14. Januar 2017 15:00 WEZ |                 |         |             | The Wern, Merthyr Tydfil Zuschauer: 973 |

| 21. Januar 2017 14:00 WEZ | Jersey Reds | 26 : 21 | Ulster A | St. Peter, Saint Peter Zuschauer: 1.406 |
| 21. Januar 2017 14:00 WEZ |             |         |          | St. Peter, Saint Peter Zuschauer: 1.406 |

| 10. März 2017 1 19:00 WEZ | London Scottish | 21 : 24 | Cardiff Blues A | Athletic Ground, London Zuschauer: 400 |
| 10. März 2017 1 19:00 WEZ |                 |         |                 | Athletic Ground, London Zuschauer: 400 |

### Gruppe B
|    | Team              | Spiele            | Siege             | Unent.            | Ndlg.             | Spiel- punkte     | Diff.             | Bonus- punkte     | Tabellen- punkte  |
| -- | ----------------- | ----------------- | ----------------- | ----------------- | ----------------- | ----------------- | ----------------- | ----------------- | ----------------- |
| 1. | Munster A         | 4                 | 4                 | 0                 | 0                 | 121:55            | + 66              | 3                 | 19                |
| 2. | Rotherham Titans  | 4                 | 1                 | 0                 | 3                 | 73:102            | − 29              | 1                 | 5                 |
| 3. | Doncaster Knights | 4                 | 1                 | 0                 | 3                 | 61:98             | − 37              | 0                 | 4                 |
| 4. | London Welsh      | Disqualifiziert 1 | Disqualifiziert 1 | Disqualifiziert 1 | Disqualifiziert 1 | Disqualifiziert 1 | Disqualifiziert 1 | Disqualifiziert 1 | Disqualifiziert 1 |

| 15. Oktober 2016 14:30 WESZ | Munster A | 15 : 30 2 | London Welsh | Towns Park, Midleton Zuschauer: 350 |
| 15. Oktober 2016 14:30 WESZ |           |           |              | Towns Park, Midleton Zuschauer: 350 |

| 15. Oktober 2016 15:00 WESZ | Rotherham Titans | 34 : 17 | Doncaster Knights | Clifton Lane, Rotherham Zuschauer: 750 |
| 15. Oktober 2016 15:00 WESZ |                  |         |                   | Clifton Lane, Rotherham Zuschauer: 750 |

| 22. Oktober 2016 14:00 WESZ | London Welsh | 40 : 24 2 | Rotherham Titans | Old Deer Park, London Zuschauer: 728 |
| 22. Oktober 2016 14:00 WESZ |              |           |                  | Old Deer Park, London Zuschauer: 728 |

| 10. Dezember 2016 14:00 WEZ | London Welsh | 3 | Doncaster Knights | Old Deer Park, London |
| 10. Dezember 2016 14:00 WEZ |              |   |                   | Old Deer Park, London |

| 10. Dezember 2016 14:00 WEZ | Rotherham Titans | 24 : 35 | Munster A | Clifton Lane, Rotherham Zuschauer: 704 |
| 10. Dezember 2016 14:00 WEZ |                  |         |           | Clifton Lane, Rotherham Zuschauer: 704 |

| 17. Dezember 2016 14:30 WEZ | Doncaster Knights | 3 | London Welsh | Castle Park, Doncaster |
| 17. Dezember 2016 14:30 WEZ |                   |   |              | Castle Park, Doncaster |

| 18. Dezember 2016 14:00 WEZ | Munster A | 34 : 3 | Rotherham Titans | Ennis Showgrounds, Ennis Zuschauer: 350 |
| 18. Dezember 2016 14:00 WEZ |           |        |                  | Ennis Showgrounds, Ennis Zuschauer: 350 |

| 7. Januar 2017 4 14:30 WEZ | Doncaster Knights | 12 : 28 | Munster A | Castle Park, Doncaster Zuschauer: 974 |
| 7. Januar 2017 4 14:30 WEZ |                   |         |           | Castle Park, Doncaster Zuschauer: 974 |

| 13. Januar 2017 19:00 WEZ | Munster A | 24 : 16 | Doncaster Knights | Old Chapel, Bandon Zuschauer: 937 |
| 13. Januar 2017 19:00 WEZ |           |         |                   | Old Chapel, Bandon Zuschauer: 937 |

| 14. Januar 2017 14:00 WEZ | Rotherham Titans | 3 | London Welsh | Clifton Lane, Rotherham |
| 14. Januar 2017 14:00 WEZ |                  |   |              | Clifton Lane, Rotherham |

| 21. Januar 2017 14:00 WEZ | London Welsh | 3 | Munster A | Old Deer Park, London |
| 21. Januar 2017 14:00 WEZ |              |   |           | Old Deer Park, London |

| 21. Januar 2017 15:00 WEZ | Doncaster Knights | 16 : 12 | Rotherham Titans | Castle Park, Doncaster Zuschauer: 1.207 |
| 21. Januar 2017 15:00 WEZ |                   |         |                  | Castle Park, Doncaster Zuschauer: 1.207 |

### Gruppe C
|    | Team            | Spiele | Siege | Unent. | Ndlg. | Spiel- punkte | Diff. | Bonus- punkte | Tabellen- punkte |
| -- | --------------- | ------ | ----- | ------ | ----- | ------------- | ----- | ------------- | ---------------- |
| 1. | London Irish    | 6      | 5     | 0      | 1     | 154:97        | + 57  | 5             | 25               |
| 2. | Cornish Pirates | 6      | 4     | 0      | 2     | 188:99        | + 89  | 4             | 20               |
| 3. | Ospreys A       | 6      | 3     | 0      | 3     | 130:155       | − 25  | 2             | 14               |
| 4. | Connacht Eagles | 6      | 0     | 0      | 6     | 82:223        | − 141 | 2             | 2                |

| 15. Oktober 2016 14:30 WESZ | Ospreys A | 14 : 25 | London Irish | The Gnoll, Neath Zuschauer: 1.500 |
| 15. Oktober 2016 14:30 WESZ |           |         |              | The Gnoll, Neath Zuschauer: 1.500 |

| 16. Oktober 2016 14:30 WESZ | Connacht Eagles | 10 : 23 | Cornish Pirates | Galway Sportsgrounds, Galway Zuschauer: 200 |
| 16. Oktober 2016 14:30 WESZ |                 |         |                 | Galway Sportsgrounds, Galway Zuschauer: 200 |

| 22. Oktober 2016 15:00 WESZ | London Irish | 34 : 3 | Connacht Eagles | Madejski Stadium, Reading Zuschauer: 3.109 |
| 22. Oktober 2016 15:00 WESZ |              |        |                 | Madejski Stadium, Reading Zuschauer: 3.109 |

| 23. Oktober 2016 14:00 WESZ | Cornish Pirates | 41 : 5 | Ospreys A | Mennaye Field, Penzance Zuschauer: 1.405 |
| 23. Oktober 2016 14:00 WESZ |                 |        |           | Mennaye Field, Penzance Zuschauer: 1.405 |

| 10. Dezember 2016 14:30 WEZ | Connacht Eagles | 17 : 20 | Ospreys A | Galway Sportsgrounds, Galway Zuschauer: 419 |
| 10. Dezember 2016 14:30 WEZ |                 |         |           | Galway Sportsgrounds, Galway Zuschauer: 419 |

| 11. Dezember 2016 15:00 WEZ | London Irish | 33 : 24 | Cornish Pirates | Madejski Stadium, Reading Zuschauer: 2.695 |
| 11. Dezember 2016 15:00 WEZ |              |         |                 | Madejski Stadium, Reading Zuschauer: 2.695 |

| 18. Dezember 2016 14:00 WEZ | Cornish Pirates | 16 : 17 | London Irish | Mennaye Field, Penzance Zuschauer: 1.426 |
| 18. Dezember 2016 14:00 WEZ |                 |         |              | Mennaye Field, Penzance Zuschauer: 1.426 |

| 18. Dezember 2016 14:00 WEZ | Ospreys A | 55 : 14 | Connacht Eagles | Talbot Athletic Ground, Port Talbot Zuschauer: 542 |
| 18. Dezember 2016 14:00 WEZ |           |         |                 | Talbot Athletic Ground, Port Talbot Zuschauer: 542 |

| 14. Januar 2017 14:00 WEZ | Ospreys A | 10 : 34 | Cornish Pirates | Llynfi Road, Maesteg Zuschauer: 872 |
| 14. Januar 2017 14:00 WEZ |           |         |                 | Llynfi Road, Maesteg Zuschauer: 872 |

| 14. Januar 2017 14:30 WEZ | Connacht Eagles | 14 : 41 | London Irish | Dubarry Park, Athlone Zuschauer: 695 |
| 14. Januar 2017 14:30 WEZ |                 |         |              | Dubarry Park, Athlone Zuschauer: 695 |

| 21. Januar 2017 14:00 WEZ | Cornish Pirates | 50 : 24 | Connacht Eagles | Mennaye Field, Penzance Zuschauer: 1.120 |
| 21. Januar 2017 14:00 WEZ |                 |         |                 | Mennaye Field, Penzance Zuschauer: 1.120 |

| 21. Januar 2017 14:00 WEZ | London Irish | 24 : 26 | Ospreys A | Madejski Stadium, Reading Zuschauer: 2.221 |
| 21. Januar 2017 14:00 WEZ |              |         |           | Madejski Stadium, Reading Zuschauer: 2.221 |

### Gruppe D
|    | Team           | Spiele | Siege | Unent. | Ndlg. | Spiel- punkte | Diff. | Bonus- punkte | Tabellen- punkte |
| -- | -------------- | ------ | ----- | ------ | ----- | ------------- | ----- | ------------- | ---------------- |
| 1. | Scarlets A     | 6      | 4     | 0      | 2     | 198:149       | + 49  | 6             | 22               |
| 2. | Leinster A     | 6      | 3     | 0      | 3     | 256:133       | + 123 | 4             | 16               |
| 3. | Nottingham RFC | 6      | 3     | 0      | 3     | 148:136       | + 12  | 3             | 15               |
| 4. | Richmond FC    | 6      | 2     | 0      | 4     | 100:284       | − 184 | 1             | 9                |

| 15. Oktober 2016 15:00 WESZ | Richmond FC | 19 : 68 | Leinster A | Athletic Ground, London Zuschauer: 512 |
| 15. Oktober 2016 15:00 WESZ |             |         |            | Athletic Ground, London Zuschauer: 512 |

| 16. Oktober 2016 15:00 WESZ | Nottingham RFC | 11 : 33 | Scarlets A | Lady Bay Sports Ground, West Bridgford Zuschauer: 791 |
| 16. Oktober 2016 15:00 WESZ |                |         |            | Lady Bay Sports Ground, West Bridgford Zuschauer: 791 |

| 22. Oktober 2016 14:30 WESZ | Scarlets A | 58 : 7 | Richmond FC | Church Bank Playing Fields, Llandovery Zuschauer: 350 |
| 22. Oktober 2016 14:30 WESZ |            |        |             | Church Bank Playing Fields, Llandovery Zuschauer: 350 |

| 23. Oktober 2016 15:00 WESZ | Leinster A | 21 : 29 | Nottingham RFC | Donnybrook Stadium, Dublin Zuschauer: 950 |
| 23. Oktober 2016 15:00 WESZ |            |         |                | Donnybrook Stadium, Dublin Zuschauer: 950 |

| 10. Dezember 2016 14:00 WEZ | Leinster A | 65 : 13 | Scarlets A | Donnybrook Stadium, Dublin Zuschauer: 1.018 |
| 10. Dezember 2016 14:00 WEZ |            |         |            | Donnybrook Stadium, Dublin Zuschauer: 1.018 |

| 11. Dezember 2016 15:00 WEZ | Nottingham RFC | 43 : 3 | Richmond FC | Lady Bay Sports Ground, West Bridgford Zuschauer: 1.084 |
| 11. Dezember 2016 15:00 WEZ |                |        |             | Lady Bay Sports Ground, West Bridgford Zuschauer: 1.084 |

| 17. Dezember 2016 14:30 WEZ | Scarlets A | 27 : 7 | Leinster A | Carmarthen Park, Carmarthen Zuschauer: 250 |
| 17. Dezember 2016 14:30 WEZ |            |        |            | Carmarthen Park, Carmarthen Zuschauer: 250 |

| 17. Dezember 2016 15:00 WEZ | Richmond FC | 20 : 12 | Nottingham RFC | Athletic Ground, London Zuschauer: 485 |
| 17. Dezember 2016 15:00 WEZ |             |         |                | Athletic Ground, London Zuschauer: 485 |

| 13. Januar 2017 19:45 WEZ | Nottingham RFC | 28 : 24 | Leinster A | Lady Bay Sports Ground, West Bridgford Zuschauer: 1.367 |
| 13. Januar 2017 19:45 WEZ |                |         |            | Lady Bay Sports Ground, West Bridgford Zuschauer: 1.367 |

| 14. Januar 2017 15:00 WEZ | Richmond FC | 34 : 32 | Scarlets A | Athletic Ground, London Zuschauer: 396 |
| 14. Januar 2017 15:00 WEZ |             |         |            | Athletic Ground, London Zuschauer: 396 |

| 20. Januar 2017 19:30 WEZ | Leinster A | 71 : 17 | Richmond FC | Donnybrook Stadium, Dublin Zuschauer: 673 |
| 20. Januar 2017 19:30 WEZ |            |         |             | Donnybrook Stadium, Dublin Zuschauer: 673 |

| 21. Januar 2017 14:00 WEZ | Scarlets A | 35 : 25 | Nottingham RFC | Parc y Scarlets, Llanelli Zuschauer: 250 |
| 21. Januar 2017 14:00 WEZ |            |         |                | Parc y Scarlets, Llanelli Zuschauer: 250 |

### Gruppe E
|    | Team                    | Spiele | Siege | Unent. | Ndlg. | Spiel- punkte | Diff. | Bonus- punkte | Tabellen- punkte |
| -- | ----------------------- | ------ | ----- | ------ | ----- | ------------- | ----- | ------------- | ---------------- |
| 1. | Ealing Trailfinders     | 6      | 4     | 1      | 1     | 194:123       | + 71  | 5             | 23               |
| 2. | Yorkshire Carnegie      | 6      | 4     | 0      | 2     | 156:130       | + 26  | 4             | 20               |
| 3. | Newport Gwent Dragons A | 6      | 2     | 0      | 4     | 118:170       | − 52  | 3             | 11               |
| 4. | Bedford Blues           | 6      | 1     | 1      | 4     | 119:173       | − 54  | 2             | 8                |

| 15. Oktober 2016 15:00 WESZ | Ealing Trailfinders | 51 : 35 | Yorkshire Carnegie | Trailfinders Sports Ground, London Zuschauer: 468 |
| 15. Oktober 2016 15:00 WESZ |                     |         |                    | Trailfinders Sports Ground, London Zuschauer: 468 |

| 15. Oktober 2016 15:00 WESZ | Bedford Blues | 46 : 33 | Newport Gwent Dragons A | Goldington Road, Bedford Zuschauer: 2.218 |
| 15. Oktober 2016 15:00 WESZ |               |         |                         | Goldington Road, Bedford Zuschauer: 2.218 |

| 22. Oktober 2016 14:30 WESZ | Yorkshire Carnegie | 52 : 28 | Bedford Blues | Sandhill Lane Stadium, Selby Zuschauer: 623 |
| 22. Oktober 2016 14:30 WESZ |                    |         |               | Sandhill Lane Stadium, Selby Zuschauer: 623 |

| 22. Oktober 2016 15:00 WESZ | Newport Gwent Dragons A | 27 : 28 | Ealing Trailfinders | Pandy Park, Crosskeys Zuschauer: 200 |
| 22. Oktober 2016 15:00 WESZ |                         |         |                     | Pandy Park, Crosskeys Zuschauer: 200 |

| 10. Dezember 2016 15:00 WEZ | Bedford Blues | 19 : 19 | Ealing Trailfinders | Goldington Road, Bedford Zuschauer: 1.707 |
| 10. Dezember 2016 15:00 WEZ |               |         |                     | Goldington Road, Bedford Zuschauer: 1.707 |

| 11. Dezember 2016 14:15 WEZ | Yorkshire Carnegie | 20 : 17 | Newport Gwent Dragons A | Moor Lane, Pontefract Zuschauer: 428 |
| 11. Dezember 2016 14:15 WEZ |                    |         |                         | Moor Lane, Pontefract Zuschauer: 428 |

| 17. Dezember 2016 15:00 WEZ | Newport Gwent Dragons A | 22 : 20 | Yorkshire Carnegie | CCB Centre, Ystrad Mynach Zuschauer: 315 |
| 17. Dezember 2016 15:00 WEZ |                         |         |                    | CCB Centre, Ystrad Mynach Zuschauer: 315 |

| 17. Dezember 2016 15:00 WEZ | Ealing Trailfinders | 40 : 23 | Bedford Blues | Trailfinders Sports Ground, London Zuschauer: 428 |
| 17. Dezember 2016 15:00 WEZ |                     |         |               | Trailfinders Sports Ground, London Zuschauer: 428 |

| 14. Januar 2017 15:00 WEZ | Bedford Blues | 12 : 29 | Yorkshire Carnegie | Goldington Road, Bedford Zuschauer: 1.874 |
| 14. Januar 2017 15:00 WEZ |               |         |                    | Goldington Road, Bedford Zuschauer: 1.874 |

| 14. Januar 2017 15:00 WEZ | Ealing Trailfinders | 56 : 19 | Newport Gwent Dragons A | Trailfinders Sports Ground, London Zuschauer: 433 |
| 14. Januar 2017 15:00 WEZ |                     |         |                         | Trailfinders Sports Ground, London Zuschauer: 433 |

| 21. Januar 2017 14:00 WEZ | Yorkshire Carnegie | 14 : 10 | Ealing Trailfinders | Silver Royd, Scarborough Zuschauer: 834 |
| 21. Januar 2017 14:00 WEZ |                    |         |                     | Silver Royd, Scarborough Zuschauer: 834 |

| 21. Januar 2017 16:30 WEZ 1 | Newport Gwent Dragons A | 15 : 12 | Bedford Blues | The Bridge Field, Bedwas Zuschauer: 652 |
| 21. Januar 2017 16:30 WEZ 1 |                         |         |               | The Bridge Field, Bedwas Zuschauer: 652 |

## K.-o.-Runde
Viertelfinale
| 10. März 2017 19:45 WEZ | Jersey Reds | 36 : 20 | Cornish Pirates | St. Peter, Saint Peter Zuschauer: 1.515 |
| 10. März 2017 19:45 WEZ |             |         |                 | St. Peter, Saint Peter Zuschauer: 1.515 |

| 11. März 2017 14:00 WEZ | Ealing Trailfinders | 84 : 7 | Scarlets A | Trailfinders Sports Ground, London Zuschauer: 650 |
| 11. März 2017 14:00 WEZ |                     |        |            | Trailfinders Sports Ground, London Zuschauer: 650 |

| 11. März 2017 14:00 WEZ | London Irish | 37 : 14 | Yorkshire Carnegie | Madejski Stadium, Reading Zuschauer: 1.479 |
| 11. März 2017 14:00 WEZ |              |         |                    | Madejski Stadium, Reading Zuschauer: 1.479 |

| 12. März 2017 15:00 WEZ | Munster A | 26 : 3 | Ulster A | Musgrave Park, Cork Zuschauer: 800 |
| 12. März 2017 15:00 WEZ |           |        |          | Musgrave Park, Cork Zuschauer: 800 |

Halbfinale
| 31. März 2017 19:30 WESZ | Munster A | 25 : 9 | Ealing Trailfinders | CIT Sports Stadium, Cork Zuschauer: 732 |
| 31. März 2017 19:30 WESZ |           |        |                     | CIT Sports Stadium, Cork Zuschauer: 732 |

| 2. April 2017 14:00 WESZ | London Irish | 17 : 25 | Jersey Reds | Madejski Stadium, Reading Zuschauer: 1.394 |
| 2. April 2017 14:00 WESZ |              |         |             | Madejski Stadium, Reading Zuschauer: 1.394 |

Finale
| 21. April 2017 19:30 WESZ | Munster A | 29 : 28 | Jersey Reds | Musgrave Park, Cork Zuschauer: 983 |
| 21. April 2017 19:30 WESZ |           |         |             | Musgrave Park, Cork Zuschauer: 983 |